# SKMF Dekora Hlinsko
SKMF Dekora Hlinsko byl český futsalový klub z Hlinska. Klub byl založen v roce 1991 a zanikl v roce 1998. V roce 1993 se stal klub zakládajícím členem 1. celostátní ligy.
Největším úspěchem klubu byla pětiletá účast v nejvyšší soutěži (1993 – 1996/97).

## Historické názvy
Zdroj: 
- 1991 – SKMF ETA Hlinsko
- 1995 – SKMF Dekora Hlinsko

## Umístění v jednotlivých sezonách
Zdroj: 
Legenda: Z - zápasy, V - výhry, R - remízy, P - porážky, VG - vstřelené góly, OG - obdržené góly, +/- - rozdíl skóre, B - body, červené podbarvení - sestup, zelené podbarvení - postup, fialové podbarvení - reorganizace, změna skupiny či soutěže
| Česko (1993 – 1998) |                      |        |    |    |   |    |     |     |     |    |       |          |
| Sezóny              | Liga                 | Úroveň | Z  | V  | R | P  | VG  | OG  | +/- | B  | P. ZČ | Play-off |
| 1993                | 1. celostátní liga   | 1      | 11 | 7  | 1 | 3  | 35  | 27  | +8  | 15 | 4.    |          |
| 1993/94             | 1. celostátní liga   | 1      | 30 | 16 | 4 | 10 | 124 | 92  | +32 | 36 | 6.    |          |
| 1994/95             | 1. celostátní liga   | 1      | 30 | 10 | 4 | 16 | 102 | 106 | -4  | 34 | 12.   |          |
| 1995/96             | 1. celostátní liga   | 1      | 30 | 15 | 3 | 12 | 178 | 138 | +40 | 48 | 12.   |          |
| 1996/97             | 1. celostátní liga   | 1      | 30 | 9  | 2 | 19 | 130 | 182 | -52 | 29 | 14.   |          |
| 1997/98             | 2. liga – sk. Východ | 2      | 22 | 9  | 0 | 13 | 145 | 124 | +21 | 21 | 9.    |          |